# アルテュール2世 (ブルターニュ公)
アルテュール2世（Arthur II de Bretagne、1261年7月25日 - 1312年8月27日）は、ブルターニュ公。ジャン2世と妃ベアトリス・ダングルテールの長男。1275年よりリモージュ子爵、1305年からブルターニュ公。

## 生涯
父の急死にともない1305年に継承した。しかし、彼の治世は静かで短期間に終わった。彼は聖職者への税金を引き下げた。
彼は1312年にリル城で亡くなり、ヴァンヌのコルドリエ会派修道院に埋葬された。
彼の大理石製の美しい墓と横臥像は、フランス革命時代に荒らされた。墓の資材は道を舗装するために使われたが、墓の再建が行われ、今では時々一般公開されている。

## 子女
1275年、トゥールにて、リモージュ子爵ギー6世とモリノ女領主マルグリットの娘であるリモージュ女子爵マリーと結婚。3子をもうけた。マリーとは1290年に死別。
- ジャン3世（1286年 - 1341年）[2] - ブルターニュ公
- ギー7世・ド・リモージュ（1287年 - 1331年） - リモージュ子爵、パンティエーヴル伯（英語版）。ジャンヌ・ド・パンティエーヴルの父[2]。
- ピエール（1289年 - 1312年） - アヴェーヌ領主[2]

1294年、スコットランド王アレグザンダー3世の未亡人であったヨランド・ド・ドルーと結婚。6子をもうけた。
- ジャン・ド・モンフォール（1294年 - 1345年）[3] - モンフォール＝ラモーリー伯。ジャン4世・ド・ブルターニュの父。
- ベアトリス（1295年 - 1384年） - ギー10世・ド・ラヴァルの妻[4]
- ジャンヌ（1296年 - 1364年） - ロベール・ド・カッセル（フランドル伯ロベール3世の息子）の妻
- アリックス（1297年 - 1377年） - ヴァンドーム伯ブシャール6世の妻
- ブランシュ（1300年没）
- マリー（1302年 - 1371年） - ポワシー修道院の尼僧